# Vinca erecta
Vinca erecta är en oleanderväxtart som beskrevs av Eduard August von Regel och Schmalh.. Vinca erecta ingår i släktet vintergrönor, och familjen oleanderväxter. Inga underarter finns listade i Catalogue of Life.